# Troschenreuth (Pegnitz)
Troschenreuth ist ein Gemeindeteil der Stadt Pegnitz im Landkreis Bayreuth (Oberfranken, Bayern). Die Gemarkung Troschenreuth hat eine Fläche von 6,129 km². Sie ist in 1095 Flurstücke aufgeteilt, die eine durchschnittliche Flurstücksfläche von 5597,23 m² haben. In ihr liegen neben dem namensgebenden Ort die Gemeindeteile Birklmühle, Großkrausmühle und Kleinkrausmühle.

## Geografie
Das Pfarrdorf liegt nordöstlich von Pegnitz. Nördlich vom Ort entspringt der Zipser Mühlbach. Die Staatsstraße 2403 führt nach Neuhof (1,3 km südwestlich) bzw. nach Mühldorf. Die Kreisstraße BT 24/NEW 43 führt an Unteraichamühle vorbei nach Thurndorf (4 km östlich). Gemeindeverbindungsstraßen führen nach Stemmenreuth (1,3 km nordwestlich) und nach Kleinkrausmühle (1,1 km östlich). Durch den Ort verläuft der Fränkische Marienweg.

## Geschichte
Troschenreuth unterstand bis 1780 dem brandenburg-bayreuthischen Oberamt Pegnitz, danach für kurze Zeit dem Oberamt Creußen. Von 1791/92 bis 1810 waren das preußische Justiz- und Kammeramt Pegnitz die übergeordneten Institutionen. Danach kam die gesamte Region an das Königreich Bayern.
Mit dem Gemeindeedikt (frühes 19. Jahrhundert) wurde die Ruralgemeinde Troschenreuth gebildet, zu der Birklmühle, Großkrausmühle und Kleinkrausmühle gehörten. Sie unterstand in Verwaltung und Gerichtsbarkeit dem Landgericht Auerbach. Ab 1862 gehörte sie zum Bezirksamt Eschenbach, das 1939 in Landkreis Eschenbach in der Oberpfalz umbenannt wurde. Im Rahmen der Gebietsreform in Bayern wurde die Gemeinde am 1. Juli 1972 in die Stadt Pegnitz eingegliedert.

## Vereine
In Troschenreuth sind diverse Vereine ansässig, so z. B. Fußballverein, Mundarttheater, die Feuerwehr Troschenreuth, Zimmerstutzenverein, Guinness- und Whisk(e)yclub und eine Siedlergemeinschaft.

## Baudenkmäler
- Katholische Pfarrkirche St. Martin